# 13 pluviôse
13 nivôse 13 ventôse
Le tridi 13 pluviôse, officiellement dénommé jour du laurier, est le 133e jour de l'année du calendrier républicain.
C'était généralement le 1re jour du mois de février dans le calendrier grégorien.

## Événements
- An XIII : 2 février 1805
  - Première promotion de grands aigles de la Légion d'honneur